# Liste der Naturdenkmale in Spremberg
Die Liste der Naturdenkmale in Spremberg nennt die Naturdenkmale in Spremberg im Landkreis Spree-Neiße in Brandenburg.
Diese Liste enthält außer den im Herbst 2016 aktuellen Naturdenkmalen auch solche, die in der von 2007 bis 2016 gültigen Verordnung noch enthalten waren.

In den Spalten befinden sich folgende Informationen:
- Nr.: Identifizierungsnummer nach veröffentlichter Liste. Sie wird von der unteren Naturschutzbehörde des Landkreises oder der kreisfreien Stadt vergeben. Wenn sie bekannt ist, wird sie angegeben. In dieser Spalte kann sich zusätzlich das Wort Wikidata befinden, der entsprechende Link führt zu Angaben zu diesem Naturdenkmal bei Wikidata.
- Bezeichnung: Benennung des Naturdenkmals, in der Regel wird bei Bäume die Baumart genannt. Bekannte Eigennamen werden mit angegeben.
- Gemarkung: Ort oder Gemarkung, in der sich das Naturdenkmal befindet
- Lage: Nennt die Lage des Naturdenkmals im jeweiligen Ortsteil und die geografischen Koordinaten des Naturdenkmals. Link zu einem Kartenansichtstool, um Koordinaten zu setzen. In der Kartenansicht sind Naturdenkmale ohne Koordinaten mit einem roten beziehungsweise orangen Marker dargestellt und können in der Karte gesetzt werden. Denkmale ohne Bild sind mit einem blauen bzw. roten Marker gekennzeichnet, Denkmale mit Bild mit einem grünen beziehungsweise orangen Marker.
- Beschreibung: die Beschreibung des Naturdenkmales
- Schutzzweck: Erläutert den Grund der Unterschutzstellung
- Bild: Zeigt ein Bild des Naturdenkmales und gegebenenfalls ein Link zu weiteren Fotos im Medienarchiv Wikimedia Commons

## Spremberg
| Bild                           | Bezeichnung | Lage                                                                       | Beschreibung | Schutzzweck | Nummer |
| ------------------------------ | ----------- | -------------------------------------------------------------------------- | --- | ----------- | ------ |
| Weitere Bilder Fotos hochladen | Birne       | Spremberg, OT Weskow, westlich der L 47 (51° 35′ 48,4″ N, 14° 23′ 55,8″ O) | Landschaftsbildprägender Birnbaum außerordentlicher Größe in einer Koppel westlich der Landstraße.                                                                 |             | 41     |
| Weitere Bilder Fotos hochladen | Blutbuche   | Spremberg, Schomberg 1 (51° 34′ 14,5″ N, 14° 21′ 54,6″ O)                  | Vermutlich etwa zur Bauzeit der 1916 errichteten ehemaligen Schnabel'schen Villa gepflanzt.                                                                        |             | 42     |
| Fotos hochladen                | Stieleiche  | Spremberg, Stadtpark Georgenberg (51° 34′ 28,7″ N, 14° 22′ 53,9″ O)        | Der Baum neben dem Loeben'schen Stein wurde vermutlich um 1828 bei der Anlage des städtischen Friedhofs gepflanzt. Dieser wurde ab 1970 zum Stadtpark umgestaltet. |             | [ 5 ]  |

## Türkendorf
| Bild            | Bezeichnung | Lage                                                 | Beschreibung | Schutzzweck | Nummer |
| --------------- | ----------- | ---------------------------------------------------- | --- | ----------- | ------ |
| Fotos hochladen | Sommerlinde | Türkendorf, Friedhof (51° 35′ 9,3″ N, 14° 27′ 49″ O) | Die ca. 200 Jahre alte Linde mit knorrigem Stamm und weithin sichtbarer Krone stand hier schon vor Einrichtung des Friedhofs. |             | 43     |

## Graustein
| Bild | Bezeichnung                | Lage                                                  | Beschreibung | Schutzzweck | Nummer |
| ---- | -------------------------- | ----------------------------------------------------- | --- | ----------- | ------ |
| BW   | Findling „Der Graue Stein“ | Graustein, Dorfanger (51° 34′ 27,8″ N, 14° 28′ 26″ O) | Der erratische Granitblock ist auch als Bodendenkmal eingetragen und war angeblich einst Teil der Friedhofsmauer. |             | 44     |

## Lieskau
| Bild | Bezeichnung | Lage                                                   | Beschreibung | Schutzzweck | Nummer |
| ---- | ----------- | ------------------------------------------------------ | --- | ----------- | ------ |
| BW   | Stieleiche  | Lieskau, Ortseingang (51° 34′ 3,7″ N, 14° 31′ 20,6″ O) | Der Baum am Ortseingang wurde womöglich zur Kennzeichnung eines Grabendurchlasses an der Straße nach Spremberg gepflanzt. |             | 45     |

## Hornow
| Bild                           | Bezeichnung | Lage                                                          | Beschreibung | Schutzzweck | Nummer |
| ------------------------------ | ----------- | ------------------------------------------------------------- | --- | ----------- | ------ |
| Weitere Bilder Fotos hochladen | Stieleiche  | Hornow, nördlich der Kirche (51° 38′ 4,9″ N, 14° 30′ 55,5″ O) | Wohl im 13. Jahrhundert gepflanzter Baum mit besonderer Größe und Erscheinungsbild. In den 1740er Jahren vom Blitz getroffen, im Sommer 1901 im Sturm beschädigt. Teile der Krone sind abgestorben, der Baum hat etliche Höhlungen und Faulstellen. |             | 46     |

## Bühlow
| Bild                           | Bezeichnung    | Lage                                                                | Beschreibung                                        | Schutzzweck | Nummer |
| ------------------------------ | -------------- | ------------------------------------------------------------------- | --------------------------------------------------- | ----------- | ------ |
| Weitere Bilder Fotos hochladen | Gemeine Kiefer | Bühlow, L 52, Richtung Rehnsdorf (51° 36′ 46,8″ N, 14° 21′ 19,1″ O) | Kiefer mit recht seltener eigentümlicher Wuchsform. |             | [ 11 ] |

## Muckrow
| Bild                           | Bezeichnung | Lage                                                       | Beschreibung                        | Schutzzweck | Nummer |
| ------------------------------ | ----------- | ---------------------------------------------------------- | ----------------------------------- | ----------- | ------ |
| Weitere Bilder Fotos hochladen | Stieleiche  | Muckrow, Bagenzer Straße (51° 37′ 6,5″ N, 14° 24′ 50,2″ O) | Massiver Baum auf Privatgrundstück. |             | [ 11 ] |